# UAnimals
UAnimals – ogólnoukraiński ruch humanistyczny walczący o prawa zwierząt.

## Historia
Ruch na rzecz ochrony zwierząt powstał w 2016 roku z inicjatywy społecznego aktywisty Oleksandra Todorchuka. Swoją działalność organizacja rozpoczęła od kampanii przeciw eksploatacji zwierząt w cyrkach. Dzięki tej inicjatywie Międzynarodowy Odeski Festiwal Cyrkowy zrezygnował z eksploatacji zwierząt, a władze miast Kijowa, Dniepra, Tarnopola i innych zakazały cyrki przewoźne z udziałem zwierząt. Obecnie trwa walka o wprowadzenie ustawowego zakazu wykorzystania zwierząt w cyrkach na terenie Ukrainy.
W dniu 15 października 2017 roku z inicjatywy UAnimals po raz pierwszy odbył się marsz na rzecz praw zwierząt. Wydarzenie to jednocześnie odbyło się w 17 miastach Ukrainy, w tym w Kijowie, Lwowie, Iwano-Frankiwsku, Odessie, Dnieprze i Mariupolu. Według doniesień medialnych liczba uczestników marszu w samym Kijowie wyniosła ponad 5000 osób. Było to największe wydarzenie na rzecz ochrony zwierząt w Europie Wschodniej. Marsz wsparli znani ukraińscy artyści i sportowcy: Jamala, ONUKA, Vivienne Mort, Jana Kłoczkowa itd. Od tego momentu marsz ten odbywa się każdego roku i jednoczy tysiące osób we wszystkich centrach obwodowych Ukrainy (na przykład, w roku 2018 w marszu we Lwowie wzięło udział około 700 osób, w Dnieprze – 500, w Kijowie – kilkanaście tysięcy).
Od 2017 roku organizacja prowadzi kampanię na rzecz zakazu hodowli zwierząt futerkowych. Dzięki aktywnemu działaniu UAnimals ukraińscy projektanci mody (Andre TAN, BEVZA, ELENAREVA, Ksenia Schnaider, PRZHONSKAYA, Nadya Dzyak, Yana Chervinska i in.) zrezygnowali z używania futer w swoich kolekcjach.
Z inicjatywy UAnimals w 2019 roku na Ukrainie po raz pierwszy wydano księgę Petera Singera «Wyzwolenie zwierząt», która założyła podstawy światowego ruchu na rzecz praw zwierząt.
UAnimals walczy także o wprowadzanie ustawowego zakazu delfinariów i testowania kosmetyków na zwierzętach, wydaje książki i podejmuje działania edukacyjne.

## Przynależność
Ruch UAnimals należy do takich stowarzyszeń międzynarodowych:
- od 2018 roku – koalicja przeciwko hodowli zwierząt na futra oraz produkcji futer Fur Free Alliance[11];
- od 2019 roku – International Anti-Fur Coalition (Międzynarodowa Koalicja Przeciwko Futrom)[12].